# Nippononeta nodosa
Nippononeta nodosa là một loài nhện trong họ Linyphiidae.
Loài này thuộc chi Nippononeta. Nippononeta nodosa được Ryoji Oi miêu tả năm 1960.